# Johan af Orléans, greve af Valois-Angoulême
Johan den gode af Orléans (fransk: Jean d'Orléans, le « bon comte Jean d'Angoulême ») ( 1399 – 30. april 1467) var greve af Angoulême og Périgord. 

## Medlem af kongefamilien
Johan af Orléans var søn af hertug Ludvig 1. af Orléans og sønnesøn af kong Karl 5. af Frankrig. Han blev farfar til kong Frans 1. af Frankrig. 

## Liv
Johan var englændernes gidsel fra 1412 til 1444.
Efter sin løsladelse giftede han sig med i 1449 med Marguerite de Rohan. De fik tre børn. Et af dem Karl af Angoulême blev far kong Frans 1. af Frankrig.